# El loco de los balcones
El loco de los balcones es una obra de teatro del escritor y Premio Nobel de literatura Mario Vargas Llosa fechada en 1993.

## Argumento
Aldo Brunelli es un profesor de historia del arte de avanzada edad, nació en Italia pero está afincado en Perú. Desde que llegó al país se sintió fascinado por la arquitectura de la ciudad de Lima, y se dedica junto a su hija Ileana a rescatar balcones coloniales abandonados en antiguas viviendas para llevarlos a su casa, donde los guarda en el espacio que llama "cementerio de balcones".
Ileana se enamora de Diego que es un joven arquitecto que se interesa por el proyecto de Brunelli. La pareja decide casarse y trasladarse a Italia durante un año.
Ileana informa a su padre de su decisión de irse con Diego y le revela que la tarea del rescate de los balcones le parece absurda y fracasada. Considera que esa actividad le ha hecho perder los mejores años de su vida y le recrimina haberla hecho creer que los balcones iban a resucitar y haberse gastado inútilmente todo el dinero que ganaba.
Brunelli profundamente afectado por la opinión de su hija decide provocar un incendio para destruir los 78 balcones que atesoraba en su modesta vivienda y a continuación intenta suicidarse colgándose de un balcón, pero el intento falla cuando el balcón se desploma, salvándole la vida.

## Representaciones
- Teatro Español, Madrid, 2014. Dirección: Gustavo Tambascio. Intérpretes: Juan Antonio Lumbreras (Borracho), José Sacristán (Profesor Brunelli), Fernando Soto (Ingeniero Cánepa), Candela Serrat (Ileana), Carlos Serrano (Diego), Emilio Gavira (Doctor Asdrúbal), Alberto Frías (Cruzado), Javier Godino (Teófilo Huamani).[3]

## Obras teatrales de Mario Vargas Llosa
| Título                     | Fecha | Argumento                                                                           |  |
| -------------------------- | ----- | ----------------------------------------------------------------------------------- |  |
| La huida del Inca          | 1952  | Esta obra no está publicada.                                                        |  |
| La señorita de Tacna       | 1981  | Elvira se quedó soltera toda la vida, tras romper con su novio                      |  |
| Kathie y el hipopótamo     | 1983  | Kathie contrata a Santiago Zavala para que escriba un libro sobre sus viajes        |  |
| La Chunga                  | 1986  | La Chunga subió al dormitorio con Meche y nunca se supo nada más                    |  |
| El loco de los balcones    | 1993  | Aldo Brunelli está obsesionado por los balcones coloniales                          |  |
| Ojos bonitos, cuadros feos | 1996  | Un influyente crítico de arte hace que una joven caiga en la depresión              |  |
| Odiseo y Penélope          | 2007  | Adaptación de La Odisea de Homero                                                   |  |
| Al pie del Támesis         | 2008  | Chispas se encuentra después de 35 años con Raquelita, la hermana de su mejor amigo |  |
| Las mil y una noches       | 2010  | Basada en la serie de cuentos orientales Las mil y una noches                       |  |